# Daltonia cardotii
Daltonia cardotii är en bladmossart som beskrevs av Maurice Bizot och Onraedt in Bizot 1976. Daltonia cardotii ingår i släktet Daltonia och familjen Daltoniaceae. Inga underarter finns listade i Catalogue of Life.